# Mitologia sumera
Per accostarsi correttamente alla mitologia sumera, occorre avere ben presente quale fosse la concezione che i sumeri avevano della vita stessa. Si tratta di uno dei più antichi popoli, il popolo che fissò per primo la sfera delle idee morali e delle concezioni religiose, che per primo creò delle leggi (il Codice di Ur-Nammu fu redatto quasi tre secoli prima del Codice di Hammurabi), e soprattutto il popolo che per primo inventò la scrittura, ovvero una serie di simboli scritti (o meglio incisi) che avessero corrispondenza con le idee pronunciate, dando così inizio a quella che chiamiamo storia e alla prima letteratura.

## Origini
Il percorso che ci ha portato alla quasi completa comprensione della cultura sumera è stato lungo e tortuoso, spesso fuorviante, sicuramente complicato anche dalla differenza concettuale tra la nostra scrittura a lettere e la loro particolare scrittura, chiamata cuneiforme dalla forma appunto a cuneo dei caratteri utilizzati. È opportuno precisare che, concettualmente, la scrittura sumera è molto simile a quella cinese o giapponese: un ideogramma, o un cuneo nel caso sumero, poteva indicare non un solo oggetto, ma altri oggetti, idee o gesti correlati allo stesso. Ad esempio, il simbolo designato per indicare la parola "bocca", che ha una determinata pronuncia, poteva essere utilizzato in altri contesti, e con pronunce diverse, per indicare la sfera di concetti legati alla bocca: "parlare", "dente", "parola" e via dicendo. Questo fece cadere in errore i primi sumerologi, quando scoprirono le tavolette che descrivevano l'Epopea di Gilgamesh, re di Uruk: la prima traslitterazione del nome "Gilgamesh" fu infatti "Izdubar", errore che in seguito venne notato e corretto. Questo non è che un esempio delle difficoltà che gli studiosi incontrarono nel catalogare e tradurre le tavole di Sumer.
Man mano che gli studi procedevano si scopriva un mondo fatto di uomini, eroi, dei (dingir) di terra, aria, fuoco, acqua e morte (divisi in Anunnaki e Igigi) e demoni ombra (udug).
I primi 3 erano strettamente legati gli uni agli altri ed alla natura stessa, mentre gli ultimi erano scollegati. Ai giorni nostri ancora si discute se la mitologia sia un insieme di semplici favole, oppure un tentativo di spiegare i fenomeni naturali, oppure un insegnamento morale nato dalla coscienza collettiva di un popolo; per quanto riguarda i sumeri, tutte queste congetture sono probabilmente da ritenersi ugualmente valide.
La civiltà sumera si è sviluppata intorno al 5.000 a.C., quando l'uomo aveva appena preso coscienza di sé e della propria collettività. Ci si può basare sui fatti, senza dubbio, ma la sociologia e l'antropologia ci vengono in aiuto nella comprensione di un popolo ormai scomparso.
E queste scienze, insieme alle ottime traduzioni dei testi in nostro possesso, ci presentano un mondo in cui l'uomo non è completamente padrone del proprio destino: ovverosia, lo è nel momento in cui si rende consapevole del fatto che si trova sulla Terra con il solo ed unico scopo di servire gli dei. Egli non è ancora l'homo faber dei latini, e la morte è l'unica sorte che lo aspetta: solo gli dei sono immortali, e questa è la legge ineluttabile della vita.
Questi dei non sono entità astratte: le divinità sumere sono entità che personificavano terra, aria, fuoco e acqua, strettamente correlate alla natura di cui anche l'uomo fa parte. Ogni membro dei dingir (dei) è naturalmente preposto a un evento (la morte, la primavera) o ad un concetto (la creazione, la fecondità), ma come gli dei greci, anzi più degli dei greci, dipendono in tutto e per tutto dagli esseri umani.
Ne viene così il ritratto di un popolo forte e fiero, un popolo che cerca il significato di un mondo che non conosce trasformandolo in poesia, e contemporaneamente ne osserva lo sviluppo e i misteri con occhio scientifico, che trascorre le giornate pensando di compiacere gli dei e getta intanto le basi per le civiltà future. Non bisogna infatti dimenticare che i sumeri erano prima di tutto un popolo in continuo perfezionamento, che la scrittura sumera presenta una grammatica molto avanzata, che tra i sumeri esistevano matematici e astronomi che elaboravano problemi e relative soluzioni, e scienziati che catalogavano fiori, pietre, insetti e animali.
La mitologia sumera rappresenta senz'altro un punto imprescindibile per comprendere le contraddizioni e l'animo estremamente poetico dei sumeri, una civiltà dotata di profondissima sensibilità e di inestinguibile sete di conoscenza, che lasciò tracce indelebili in tutte le culture coeve e successive.

## Caratteristiche

### Cosmogonici
In principio vi era il Mare Primordiale (Nammu), probabilmente mai creato, e quindi eterno. Dal Mare ebbe origine la Montagna cosmica, che aveva per base gli strati più bassi della terra, e per cima la sommità del cielo. La Montagna era formata da Cielo e Terra, ancora uniti insieme e non distinti. Il Cielo, nella personificazione il dio An, e la Terra, nella personificazione la dea Ki, generarono il dio dell'Aria Enlil. A questo punto avvenne la separazione: An "tirò" il Cielo verso di sé, mentre Enlil "tirava" la Terra, sua madre. Dall'incesto di Enki e Ninhursag nacquero tutti gli esseri viventi, dei, uomini, animali e piante.
Inoltre, i sumeri introdussero il concetto di me. L'esatto significato di questa idea non è del tutto chiaro, ma sembra rappresentare una potenziale essenza creatrice, sia astratta che concreta, alla base dell'esistenza di tutto il Creato. Ogni oggetto sacro ed ogni concetto (come il trono o la monarchia) avevano il proprio ME.

### Cosmologia

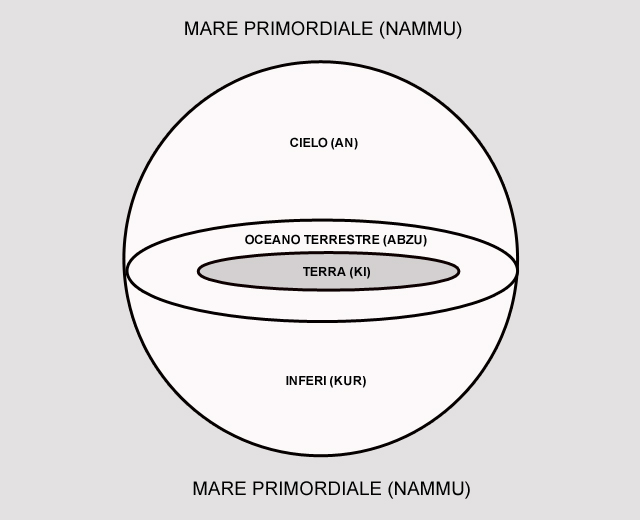
Cosmologia sumera

I sumeri consideravano l'universo visibile sotto forma di una semisfera, avente per base la Terra e per calotta il Cielo (An-Ki). La Terra era un disco piatto circondato dal mare (Abzu) e galleggiante su di esso. Al di sotto della terra stava un'altra semisfera diametralmente opposta a quella del cielo, non visibile, che conteneva le regioni infernali (Kur). Dunque, l'universo in generale era una sfera, divisa in due orizzontalmente dal piano diametrale costituito dalla terra. Da alcuni frammenti pare che i sumeri considerassero il cielo formato di un qualche metallo dai riflessi bluastri (questa credenza dipendeva probabilmente dal fatto che i meteoriti sono composti soprattutto di ferro e nichel quasi puri: il ferro siderale fu l'unica fonte di ferro metallurgico puro dell'antichità).
Tra il Cielo e la Terra esisteva un terzo elemento, una sorta di "vento", o "soffio" (lil), le cui caratteristiche erano l'espansione e il moto (caratteristiche che noi oggi consideriamo proprie dell'atmosfera). Gli elementi cosmici come Sole, Luna e stelle si ritenevano composti della stessa materia, ma in questo caso luminosa.
All'esterno della sfera dell'universo si stendeva all'infinito un Oceano Cosmico, un Mare primordiale misterioso ed invisibile.

### Gli dei, gli eroi e i demoni ombra
I sumeri riflettevano il loro proprio modo di vita anche nella raffigurazione delle vicende divine. Di conseguenza, si raffiguravano un'assemblea di dei (equivalente alle assemblee degli uomini) presieduta da un re, ovvero il principale dio creatore. L'assemblea degli Anunnaki (così erano chiamati gli dei, "i figli di An") si componeva di sette supremi (compresi i quattro dei creatori) con il compito di decidere i destini di uomini e dei, e di 50 dei minori, chiamati "grandi dei".
Essi risiedevano in un non ben precisato luogo al di sopra della Montagna Cosmica, "nel luogo dove spunta il sole".
I quattro dei creatori erano riconosciuti in An, Enlil, Enki e Ki/Ninhursag, corrispondenti ai quattro princìpi creatori Cielo, Aria, Acqua e Terra.
Inizialmente fu il dio del cielo An a sostenere il ruolo di dio principale, ma poco alla volta venne, nell'immaginario collettivo, sostituito da Enlil, il dio dell'aria. Non si sa con certezza quale fu il processo che lo portò ad essere il dio più importante del pantheon sumerico, ma si suppone che il motivo possa essere la sua identificazione con "il soffio", il "principio" vitale che dà al mondo vita e lo mantiene in costante divenire.
Seguiva, nell'elencazione dei quattro dei principali, il dio Enki, signore dell'oceano e dell'Abisso (Abzu). Ultima era la dea Ninhursag, in origine chiamata Ki, la Terra. Era detta anche Nintu, cioè "colei che partorisce", ed era considerata la madre di tutti gli esseri viventi.
La particella nin che compone il nome delle dee significa "Signora", e lo stesso significato ha la particella en per gli dei maschi, che significa "Signore, sovrano": questo sottolinea l'importanza o meno di alcune divinità. La particella an, come si è visto, significa cielo, e definisce il legame più o meno stretto che alcuni dei hanno con lo stesso dio An, oppure con il cielo fisico.
- Anunnaki (assemblea di tutti gli dei)
- An (dio del Cielo, uno dei quattro creatori)
- An-Ki ("Montagna Cosmica", costituita dagli dei An e Ki)
- Aruru (dea della creazione)
- Ashnan (dea del grano)
- Bau o Ninisinna o Gula (dea della medicina)
- Belili (dea della luce, consorte del dio solare Bel)
- Dimpemekug (dio scriba degli inferi)
- Dumu-zi-Abzu (dio della vegetazione e della fertilità, equivalente al babilonese Tammuz[2])
- Enlil (dio dell'Aria, uno dei quattro creatori)
- Enki (dio dell'Acqua, uno dei quattro creatori)
- Enkidu (fedele amico di Gilgamesh)
- Ereshkigal (dea del mondo sotterraneo)
- Geshtinanna (dea dell' "acqua vivificante")
- Gilgamesh (mitico re di Uruk, protagonista dell'Epopea di Gilgamesh)
- Haia (sposo di Nidaba)
- Ki o Nantu o Ninhursag o Ninmah (dea della terra, uno dei quattro creatori)
- Inanna (dea della fecondità e della bellezza)
- Ishkur (dio della pioggia e degli uragani)
- Ishtaran (dio preposto a comporre le divergenze)
- Lahar (dio del bestiame)
- Nammu (personificazione del mare primordiale)
- Nanna o Sin (dio della luna)
- Nidaba (dea della saggezza, della scrittura e della letteratura)
- Nin-Asu (dea degli inferi, figlia di Ereshkigal)
- Ninlil (dea dell'aria e del grano)
- Ningal (madre di Utu e dea della luna)
- Utu (dio del sole, equivalente al babilonese Shamash)
- Ziusudra (l'uomo salvato dal diluvio universale, chiamato nell'Epopea di Gilgamesh Utnapishtim ossia "Giorno di vita"[3])

I demoni ombra (udug) invece rappresentano un concetto molto particolare, in quanto avevano origine negativa ed erano capaci di infiltrarsi nei tessuti degli esseri viventi. L'Udug (Sumero: 𒌜), in seguito noto in Akkadian come l'Utukku, erano una classe ambigua di demoni dell'antica mitologia mesopotamica generalmente malevola, anche se un membro dei demoni (Pazuzu) era disposto a scontrarsi sia con i suoi simili, sia con gli dei, anche se viene descritto come una presenza ostile all'uomo. La parola è generalmente ambigua e talvolta viene usata per riferirsi ai demoni nel loro insieme piuttosto che a un tipo specifico di demone, tuttavia le descrizioni attribuiscono agli udug caratteristiche spesso date ad altri antichi demoni mesopotamici: un'ombra scura, assenza di luce che lo circonda, veleno e una voce assordante. Gli antichi testi mesopotamici sopravvissuti che danno istruzioni per esorcizzare il malvagio Udug sono conosciuti come i testi di Udug Hul. Sono note solo poche descrizioni dell'Udug [1] e, secondo Gina Konstantopoulos, non sono mai state identificate rappresentazioni pittoriche o visive. In un incantesimo bilingue scritto sia su sumero che in accadico, il dio Asalluḫi descrive il "malvagio udug" a suo padre Enki: [1]
O mio padre, il malvagio Udug [Udug Hul], il suo aspetto è maligno e la sua statura torreggia,
Sebbene non sia un dio (dingir) il suo clamore è grande e la sua luminosità [melam] immensa,
È buio, la sua ombra è nera e non c'è luce nel suo corpo,
Si nasconde sempre, si rifugia, [non] non è orgoglioso,
I suoi artigli gocciolano bile, lascia una scia di veleno,
La sua cintura non viene rilasciata, le sue braccia racchiudono,
Riempie l'obiettivo della sua rabbia di lacrime, in tutte le terre, [il suo] grido di battaglia non può essere trattenuto. [1]
Tutte le caratteristiche attribuite al "malvagio udug" sono caratteristiche comuni che sono spesso attribuite a tutti i diversi tipi di antichi demoni mesopotamici: un'ombra scura, assenza di luce che lo circonda, veleno e una voce assordante. Konstantopoulos osserva che "l'Udug è definito da ciò che non è: il demone è senza nome e senza forma, anche nelle sue prime apparizioni. Udug come "quello che, dall'inizio, non è stato chiamato per nome... quello che non è mai apparso con una forma". Uno degli udug potrebbe essere Hanbi. Nella mitologia sumida e Akkadiana (e la mitologia mesopotamica in generale) Hanbi o Hanpa (più comunemente noto nel testo occidentale) era la personificazione del male, signore di tutte le forze demoniache udug, nonché padre del demone Pazuzu e del mostro solido Humbaba. A parte la sua relazione con Pazuzu, si sa molto poco di questa figura. 
- Udug (demoni ombra diversi dagli dei)
- Mimma Lemnu (termine riferito sia a un incantesimo, sia a un demone ombra connesso alle streghe)
- Hanbi (personificazione del male, signore di tutte le forze demoniache udug)
- Ardat Lili (demone ombra con caratteristiche di donna, cane e scorpione, divoratrice di bambini)
- Vardat Lilitu (demone ombra vampiro, predatrice di bambini, inizialmente scollegato dai dingir nei primi miti)
- Alu Lilu (demone ombra senza faccia)
- Pazuzu (demone ombra a capo di tutti gli spiriti maligni dell'aria)
- Mukil Res Lemutti (demone ombra presagio di sventura e capace di possedere gli individui facendoli comportare come animali presi in trappola)
- Namtar (demone ombra infettivo, alleato con la dingir Ereshkigal, avente il compito di tenere il demone Mimma Lemnu incatenato negli inferi)
- Ti'u (demone ombra provocante il mal di testa, alleato con i dingir)
- Akhkhazu (demone ombra delle pestilenze, alleato con la dingir Lamashtu)
- Kilili (demome ombra collegato ai gufi, alleata della dingir Inanna)
- Labasu (demone ombra presente nel testo dell'esorcismo del fuoco di Nusku)
- Abyzou (demone ombra responsabile di aborti spontanei e malattie infantile)

## Frammenti
Per meglio comprendere la mitologia sumera, è opportuno conoscere alcuni degli episodi che la compongono. Poiché le tavolette su cui tali episodi sono incisi sono spesso illeggibili o lacunose in certi punti, non sempre la storia presenta il carattere consequenziale a cui siamo abituati, oppure, non sempre ne conosciamo l'inizio o la fine.
I titoli, inesistenti nelle versioni originali (da quanto ne sappiamo), sono stati dati con lo scopo di definire l'argomento trattato dalla narrazione, e sono pertanto arbitrari.
Sarà possibile notare, nei frammenti che seguono, alcune somiglianze con miti e religioni successive.

### Enlil e Ninlil
Quando l'uomo non era ancora stato creato, la città di Nippur era dimora del dio Enlil, della dea Ninlil e di Nunbarshegunu, la madre di lei. Quest'ultima decise di maritare la figlia al dio Enlil e un giorno le disse di bagnarsi nel ruscello Nunbirdu, in modo che il Padre Enlil potesse accorgersi di lei. Così avvenne, ma Ninlil non si sentì pronta a cedere alle attenzioni del dio ("le mie labbra sono troppo piccole, non conoscono i baci"). Enlil allora, consigliato dal suo visir Nusku, invitò la dea ad un giro in barca ed abusò di lei. In quell'istante venne concepito il dio-luna Sin.
Gli dei si indignarono per tale comportamento e intimarono a Enlil di allontanarsi dalla città. Il dio obbedì, dirigendosi verso gli inferi (Kur). Allora Ninlil, incinta, decise di seguirlo nel suo destino, ma Enlil pensò che in questo modo suo figlio, destinato a dimorare nel cielo, sarebbe invece stato costretto a vivere nelle viscere delle regioni infernali. Ideò allora uno stratagemma: poiché sulla strada per gli inferi vi erano tre dei minori che il viandante doveva incontrare (il guardiano delle porte dell'inferno, l'uomo del fiume dell'inferno e l'uomo della barca), Enlil decise di assumere di volta in volta le sembianze di questi tre personaggi, fecondando Ninlil di tre divinità infernali in modo che sostituissero il figlio Sin agli inferi.
In questo racconto compare per la prima volta un esempio di metamorfosi divina.

### Enki e Ninhursag, o il paradiso terrestre
Nel paese di Dilmun (oggi Bahrein) non esistono malattie, né morte. Gli dei decidono quindi di creare qui il loro paradiso. Tuttavia, a Dilmun manca l'acqua dolce, indispensabile alla vita degli animali e delle piante. Allora Enki, dio dell'acqua, chiede al dio del sole Utu di far scaturire l'acqua dal suolo perché possa irrigare la terra. Dilmun diventa quindi un lussureggiante giardino, in cui Ninhursag, dea-madre, fecondata dal dio Enki, mette al mondo tre generazioni di dee, che a loro volta vengono fecondate dal loro stesso padre Enki. Questo punto, nonostante la sua apparente laboriosità, è molto importante, poiché il poema sottolinea le gravidanze delle dee, insistendo sul fatto che i parti furono indolori. Dopo aver dato vita alle dee, Ninhursag, fa spuntare otto piante; Enki è curioso di assaggiarne i frutti, e li fa cogliere dal suo messaggero Isimud. Il dio quindi le mangia in successione, ma questo fa scaturire la collera di Ninhursag, che lo maledice e lo destina a molteplici mali. La dea poi, forse per non incorrere in un ripensamento, scompare. Il dio Enki inizia quindi ad accusare malanni e malattie in tutto il corpo, e nessuno degli altri dei riesce ad aiutarlo. La parte seguente, piuttosto lacunosa, racconta di come una volpe si offra di ricondurre Ninhursag a più miti consigli, naturalmente dietro compenso. Enki accetta, e la volpe (non sappiamo come) riesce a riportare la dea presso Enki. Ninhursag crea allora tante divinità, i cui nomi corrispondono alle malattie di Enki, in modo che esse possano guarirlo.
In questo poema paiono evidenti molti parallelismi con la Genesi biblica. Il più sorprendente fu scoperto dal sumerologo Samuel Noah Kramer: la dea che Ninhursag crea per guarire una costola di Enki è chiamata Nin.ti. In sumerico il vocabolo TI indica sia "costola" sia "vita, far vivere"; di conseguenza, i Sumeri avrebbero identificato la dea Ninti, "Signora della costola", con "colei che fa vivere". Caratteri semantici che, secondo l'ipotesi del Kramer, potrebbero essere traslati nella più tarda tradizione ebraica, e che sembrano ricondurre alla figura della Eva biblica. Naturalmente l'identità semantica non fu conservata, visto che in ebraico le due parole "costola " e "vita" sono diverse tra loro.

### Emesh ed Enten
Il dio dell'Aria Enlil decide di fare di Sumer un paese rigoglioso, quindi di far spuntare tutte le possibili specie di alberi e piante. A questo scopo crea Emesh, dio dell'estate, ed Enten, dio dell'inverno, e ad ognuno assegna i propri compiti: Enten, il "Fattore degli dei", fa sì che il bestiame partorisca, che gli uccelli costruiscano nidi, che i pesci depongano le uova, che gli alberi producano frutti e via dicendo. Emesh invece regola la crescita delle messi, la costruzione di case e città, fa crescere gli alberi e la vegetazione.
Assolti i loro compiti, i due fratelli decidono di recarsi dal padre Enlil a presentare le loro offerte. Emesh reca con sé alcuni animali domestici e selvatici, uccelli e piante, mentre Enten porta metalli, alberi, pietre preziose e pesci. Giunti dinanzi alla dimora di Enlil, Enten attacca briga con Emesh, del quale è geloso. Irritato dalla discussione, Emesh arriva a contestare ad Enten il suo titolo di "Fattore degli dei". I due fratelli, sempre litigando, arrivano alla presenza di Enlil, e dopo aver presentato le loro offerte, espongono il caso al padre.
Mentre Enten si lamenta di essere stato insultato nonostante il suo ottimo lavoro, Emesh si lancia in frasi lusinghiere nei confronti di Enlil (questa parte ci risulta finora incomprensibile) con l'intento di aggiudicarsene il favore. Ma Enlil dà il suo appoggio ad Enten, e lo riconferma "Fattore degli dei". Finalmente i due fratelli si riconciliano, Emesh si inginocchia davanti al fratello rivolgendogli una preghiera (in segno di rispetto), e dopo aver diviso con lui miele e vino, gli dona oro, argento e lapislazzuli. Il poema si conclude piuttosto bruscamente (a causa di alcune lacune) con la formula finale "Padre Enlil, che tu sia glorificato!".

### La creazione dell'uomo
Gli Igigi trovano difficoltà a procurarsi il cibo, quindi decidono di lamentarsi presso Enki, dio dell'acqua ma anche dio della saggezza. Ma egli giace profondamente addormentato sul mare e non sente le loro lamentele. Allora Nammu, madre di Enki, si fa portavoce e gli comunica il loro problema. Gli dice di creare dei "servi" che possano svolgere i lavori che gli Igigi non sono in grado di fare. Enki riflette, e consiglia quindi alla madre di creare delle forme con l'argilla dell'Abisso (l'Abzu), e di imprimere su di esse l'immagine degli Igigi: queste forme saranno chiamate "uomini".
Per festeggiare questa decisione, gli Igigi organizzano un banchetto, durante il quale Enki e Ninmah, dea del parto, si ubriacano e perdono lucidità. Ninmah prende quindi un po' di argilla dell'Abisso e con essa forgia sei individui anormali, sfidando il dio a trovar loro una qualche utilità. Enki accetta e riesce a finire l'opera decretando il loro destino, e dando loro da mangiare del pane. Sulle imperfezioni dei primi quattro non si hanno notizie, mentre gli ultimi due sono una femmina incapace di procreare ed un essere asessuato. Il destino della prima è quello di dimorare nel gineceo, quello del secondo di "camminare davanti al re".
Enki comunque non vuole essere da meno della dea Ninmah, e a sua volta forgia una creatura (non sappiamo in che modo). L'essere da lui creato è in qualche modo inanimato, debole di corpo e di spirito. Gli si offre del pane, ma lui non tende la mano per riceverlo, gli si parla ma lui non risponde; non riesce a stare in piedi, né seduto, né riesce a piegare le ginocchia. Enki chiede quindi a Ninmah di dare in qualche modo un aiuto a questa creatura, ma nemmeno la dea è in grado di fare qualcosa. Ne segue una lunga discussione tra i due dei, molto lacunosa e quindi difficilmente comprensibile, ma pare che Ninmah maledica Enki per la sua incoscienza nel creare un essere così miserevole, e sembra che il dio finisca col pensare che la maledizione sia meritata (molto probabilmente quest'essere impossibilitato a far nulla se non ad essere accudito, non è altro che il neonato).

### Inanna e Shukallituda
La narrazione inizia raccontando i vani sforzi del giardiniere Shukallituda nell'ottenere un lussureggiante giardino. Nonostante egli irrigasse costantemente e desse tutto il suo tempo alla cura del giardino, quest'ultimo continuava a restare secco ed arido. Egli allora si mise a studiare i presagi del cielo, ed imparò così a conoscere le Leggi degli dei. Piantò dunque nel proprio giardino degli alberi (sarbatu), alla cui ombra la vegetazione iniziò a crescere e prosperare.
Avvenne un giorno che la dea Inanna, dopo aver percorso il cielo e la terra, decise di riposare proprio vicino al giardino di Shukallituda. Egli la spiò dal limitare del giardino, attese la notte, e con il favore delle tenebre (ed aiutato dall'estrema stanchezza della dea) abusò di lei. Allo spuntare del sole, Inanna, guardandosi attorno, si accorse dell'oltraggio subìto. Accecata dall'ira e dalla volontà di vendetta, per scoprire chi fosse stato il colpevole, scaglió su Sumer tre flagelli: il primo riempì di sangue i pozzi del paese; il secondo devastò il territorio con venti ed uragani; del terzo nulla sappiamo, poiché la tavoletta è spezzata.
Sappiamo comunque che Shukallituda, consigliato dal padre, raggiunse il paese dei sumeri, sfuggendo così alla vendetta della dea. Intanto Inanna, non riuscendo a scoprire chi fosse il mortale che osò oltraggiarla, decise di recarsi a chiedere consiglio presso Enki.
Così si conclude questo poema.